# Cladonia macroceras
Cladonia macroceras (Delise) Ahti (1978), è una specie di lichene appartenente alla famiglia Cladoniaceae,  dell'ordine Lecanorales.
Il nome proprio deriva dal greco μακρὸς makròs, che significa grande e κέρας kèras, che significa protuberanza, corno, a indicare le rilevanti dimensioni, in proporzione dei soredi, sulla parte terminale degli apoteci.

## Descrizione
Il sistema di riproduzione è prevalentemente sessuale. Il fotobionte è principalmente un'alga verde delle Trentepohlia, di preferenza una Trebouxia.

## Distribuzione e habitat
Questa specie si adatta soprattutto a climi di tipo subartico e subalpino; lo si può definire un lichene circumpolare, una delle specie più abbondanti nelle brughiere di rododendri. Rinvenuta su suoli e alberi ricchi di muschi. Predilige un pH del substrato da molto acido a valori intermedi fra molto acido e subneutro puro. Il bisogno di umidità spazia da igrofitico a mesofitico.
La specie è stata rinvenuta nelle seguenti località:
- Germania (Baviera, Schleswig-Holstein, Essen, Sassonia);
- Austria (Carinzia, Salisburgo, Oberösterreich, Steiermark);
- Canada (Columbia Britannica);
- Cina (Tibet, Yunnan, Shaanxi, Mongolia interna, Xizang);
- Andorra, Estonia, Finlandia, Groenlandia, Isole Svalbard, Islanda, Lussemburgo, Mongolia, Norvegia, Polonia, Repubblica Ceca, Spagna, Svezia.

In Italia questa specie di Cladonia è estremamente rara:
- Trentino-Alto Adige, comune in tutte le zone montuose, non rinvenuto altrove
- Val d'Aosta, comune in tutte le zone montuose
- Piemonte, comune lungo quasi tutte le cime che costellano l'arco alpino piemontese
- Lombardia, comune lungo le cime alpine al confine col Trentino, rarefacendosi verso le cime del lato piemontese
- Veneto, comune in tutto il bellunese, non rinvenuta altrove
- Friuli, abbastanza comune in poche località della parte settentrionale della regione
- Emilia-Romagna, non è stata rinvenuta
- Liguria, non è stata rinvenuta
- Toscana, non è stata rinvenuta
- Umbria, non è stata rinvenuta
- Marche, non è stata rinvenuta
- Lazio, non è stata rinvenuta
- Abruzzi, non è stata rinvenuta
- Molise, non è stata rinvenuta
- Campania, non è stata rinvenuta
- Puglia, non è stata rinvenuta
- Basilicata, non è stata rinvenuta
- Calabria, non è stata rinvenuta
- Sicilia, non è stata rinvenuta
- Sardegna, non è stata rinvenuta.[2]

## Tassonomia
Questa specie è attribuita alla sezione Cladonia; a tutto il 2008 sono state identificate le seguenti forme, sottospecie e varietà:
- Cladonia macroceras var. macroceras (Delise) Ahti (1978).
- Cladonia macroceras var. nigripes (Nyl.) Trass (1978).